# Monhystera tobagoensis
Monhystera tobagoensis är en rundmaskart som beskrevs av Allgen 1947. Monhystera tobagoensis ingår i släktet Monhystera och familjen Monhysteridae. Inga underarter finns listade i Catalogue of Life.